# 山内麻美
山内 麻美（やまうち あさみ、1984年8月30日 - ）は日本のファッションモデル・タレント。
東京都足立区出身。以前は芸映→アデッソに所属していた。ジーアールプロモーションに所属し「亜咲美」という芸名。「小谷野麻美」現在アデッソ所属。

## 人物
趣味は料理、特技はバスケットボール。姉が1人いる。
2011年11月18日、プロ野球選手で北海道日本ハムファイターズの小谷野栄一との結婚を発表した。結婚を機に北海道に移住していたが、現在は再び東京で暮らしている。
Rayモデル時代の同僚だった彩友美とは今でも仲良しとのこと。

## 主な活動内容
- 2003年～2005年　雑誌『Ray』（主婦の友社）専属モデル
- 2005年度　アサヒビールイメージガール
- 2005年度　JOMOイメージガール
- 2006年7月 - 9月 水曜ドラマ『CAとお呼びっ!』（日本テレビ）出演
- 2007年2月16日　ラジかるッ「温泉ミシュラン美人の湯」コーナー（日本テレビ）
- 2007年　月刊ベースボールTV!（日本テレビ）
- 2007年～　雑誌『mina』（主婦の友社）読者モデル
- 2008年4月-10月 フィッシング・ナウ2（独立UHF局）